# Phasicnecus preussi
Phasicnecus preussi är en fjärilsart som beskrevs av Aurivillius 1893. Phasicnecus preussi ingår i släktet Phasicnecus och familjen Eupterotidae. Inga underarter finns listade i Catalogue of Life.